# Orfalu
Orfalu (szlovénül: Andovci, németül: Andelsdorf) község Vas vármegye Szentgotthárdi járásában.

## Fekvése
Az osztrák-magyar-szlovén határ találkozásánál, az osztrák határátkelőhöz 12 kilométerre, a legközelebbi szlovén határátkelőhelytől 4 kilométerre található. Területén a 7456-os út halad végig, illetve utóbbiból kiágazik egy alsóbbrendű út, a 74 181-es út az országhatár és azon túl a szlovéniai Dolány felé.

## Története

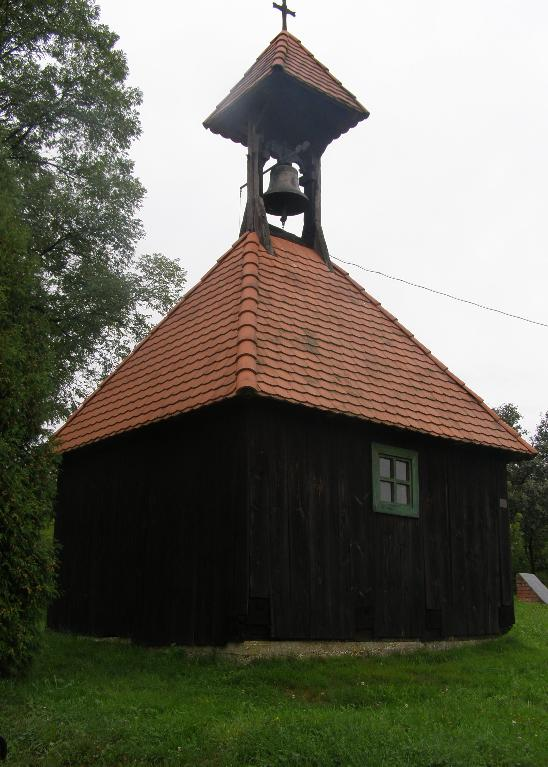
1823-ban épült szoknyás harangláb a falu központi területén. 2001-ben felújították

Orfalu községet a vele szomszédos Újbalázsfalvával (ma Apátistvánfalva része) a 16. században említik oklevelekben. 1583-ban mint Orfalou néven lelhetjük fel az oklevelekben.
A község helye minden kétséget kizáróan a 12. század vége előtt lakatlan erdősség volt. Amikor III. Béla magyar király franciaországi ciszterci szerzeteseket telepített le Szentgotthárd helyén, akkor a térség fejlődésnek indult.
A ciszterek szlovén földmíveseket telepítettek le, s majorokat hoztak létre. Az orfalusi majorok egészen a XX. századig fennmaradtak. Az akkori mezőgazdaság fejlettségének ékes példája Orfalu természeti értékeinek mai napig meglevő sértetlensége.
A 17. század szomorú epizódja a falu történetében. 1625-ben meghódol Orfalu az oszmán-törökök előtt. Így olvashatunk erről a tiszttartó jelentésében: „Az holdulás előt való esztendőben rablotta el őket a török, az egész falut mind el égette, 18 ember ben éget, hatvant el vitt, kettőnek fejét vette, minden marhájokat el hajtotta, legh alabb No 300. Változtak megh bennek heten, Maticz Sebján feleségestül tall. (tallér) 300, Zeteg György feleségestül tall. 600, Zetek Markó tall. 100, Más Mesicz Sebján felesége tall. 150, Bothi Marton felesége tall. 80. Az többi mind oda vannak.”
Akiket tudtak kiváltottak, de ezt követően több mint hat évtizeden át adót fizettek a törököknek, csakhogy el kerülhessék a pusztítást.
A falu említésekor már más birtokába tartozott. Előbb a Thurzók, azután a Poppelok, végül Széchy Mária tulajdonába került. A 17. században a szentgotthárdi ciszterci apátság visszakapta, s ennek tulajdonában volt a 19. század közepéig.
A 19. század végén még 289, nagyobbrészt katolikus, kisrészt ágostai evangélikus vallású orfalusi lakost tartottak nyilván. Maga a település ciszterci birtokként sosem volt evangélikus, a reformáció terjedésekor a lakosság nem tért át erre a hitre. Viszont a szomszédos Bűdfalva település igen, ahol ma is számos evangélikus él. A két falu között szoros volt a kapcsolat, így kerülhettek később evangélikus vallásúak Orfalu községbe.
A lakosok közül időközben sokan máshová települtek, nagyon sokan Amerikába, s 2000-re már csak 56 lakost tartottak nyilván. Ebben az évben a felújított harangláb mellett emléktáblát avattak fel, amelyen az akkor élt lakosok nevei láthatók ábécé-sorrendben.

## Közélete

### Polgármesterei
- 1990–1994: Tencel József (független)[3]
- 1994–1998: Holecz Károly (független)[4]
- 1998–2001: Holecz Károly (független)[5]
- 2001–2002: Holecz Károly (független)[6][7]
- 2002–2006: Holecz Károly (független szlovén kisebbségi)[8]
- 2006–2010: Goda Ilona (független)[9]
- 2011–2014: Goda Ilona (független)[10][11]
- 2014–2019: Goda Ilona (független)[12]
- 2019–2024: Simon-Nagy Attila (független)[13]
- 2024– : Kern Zoltánné (független)[1]

A településen 2001. augusztus 12-én időközi polgármester-választást kellett tartani, mert az előző faluvezetőnek – még tisztázást igénylő okból – megszűnt a polgármesteri tisztsége. Ezzel együtt ő maga is elindult a választáson, és meg is nyerte azt.
A 2010. október 3-án megtartott önkormányzati választás után Orfaluban, a polgármester-választás tekintetében nem lehetett eredményt hirdetni, mert a két jelölt, Holecz Károly és Goda Ilona egyaránt 28-28 érvényes szavazatot szerzett. Az időközi választásra – amelyet 2011. január 9-én tartottak meg – már nem maradt nyitott kérdés, mert Holecz Károly visszalépett az indulástól.

## Népesség
A település népességének változása:
| Lakosok száma | 65   | 67   | 71   | 79   | 63   | 67   | 71   |
|               | 2013 | 2014 | 2015 | 2021 | 2022 | 2023 | 2024 |

A 2011-es népszámlálás során a lakosok 88,5%-a magyarnak, 47,5% szlovénnek, 6,6% szlováknak, 1,6% németnek mondta magát (11,5% nem nyilatkozott; a kettős identitások miatt a végösszeg nagyobb lehet 100%-nál). A vallási megoszlás a következő volt: római katolikus 59%, református 1,6%, felekezet nélküli 3,3% (36,1% nem nyilatkozott).
2022-ben a lakosság 96,8%-a vallotta magát magyarnak, 60,3% szlovénnek, 1,6% cigánynak, 3,2% egyéb, nem hazai nemzetiségűnek (3,2% nem nyilatkozott; a kettős identitások miatt a végösszeg nagyobb lehet 100%-nál). Vallásuk szerint 65,1% volt római katolikus, 1,6% református, 12,7% felekezeten kívüli (20,6% nem válaszolt).

## Nevezetességei
- 1823-ban épült haranglábja

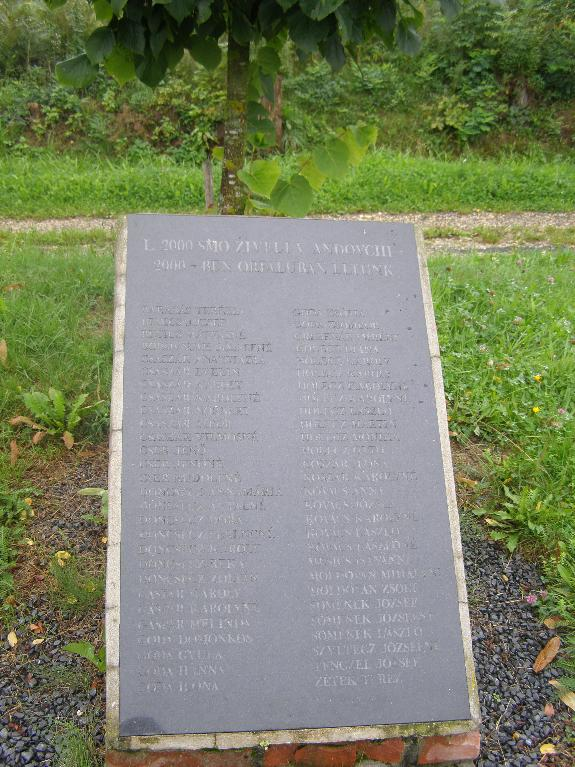
A 2000-ben Orfaluban élt lakosok névsora

- Fekete-tó vagy más néven Fekete-láp (vend nyelvjárásban Črná mlaká) nagy kiterjedésű szigetszerű láp, Magyarország egyik legkiemelkedőbb jelentőségű, egyben legvédettebb természeti értéke. A láp Orfalu község területén, Szalafő és Farkasfa falvak határában helyezkedik el. A helyet nagy kiterjedésű erdő veszi körül, az út nehezen járható. A tó helyén a néphagyomány szerint egykor egy templom állott, amelyet Isten elsüllyesztett és helyében a tavat fakasztotta.
- 2000-ben állított emléktábla, amely az akkor élt lakosok neveit tartalmazza
- Doncsecz Károly-emlékvitrin
- Szlovén Tájház
- Kis Triglav
- Vadvirág Méhes és Gyógyítókert
- Fűszertár, Füveskert és Teaház
- Tűzlepke Öko Élménypark
- Áfonyás Tanösvény

A községben született 1918-ban Doncsecz Károly országos hírű fazekasmester.

A község polgármestere volt 1994 és 2006 között Holecz Károly rábavidéki író és újságíró.

## A település az irodalomban
Orfalu (és több más környékbeli település, helyszín) érintőlegesen említésre kerül Szamos Rudolf Kántor nyomoz című bűnügyi regényében, ezen a tájon zajlik a legendás nyomozókutya életét bemutató kötet egyik fontos nyomozása.
Orfalu szerepel Böszörményi Gyula Rontásűzők-trilógiájának harmadik, A tündérköd című részében. A könyvben 77 boszorkány tanyája a falu, és említve van a Fekete-tó és a láp is.